# Émilie Lalande
 (janvier 2024).
Pour les articles homonymes, voir Lalande.
Émilie Lalande, née le 19 avril 1983 à Clamart, est une danseuse et chorégraphe française.

## Biographie
Émilie Lalande se forme à la danse classique et contemporaine au conservatoire à rayonnement régional de Paris puis à l’École supérieure de danse de Cannes Rosella Hightower sous la direction de Monique Loudières. En 2004, elle rejoint le Ballet d’Europe sous la direction de Jean-Charles Gil. En 2008, elle intègre le Ballet Preljocaj, où elle travaille avec son directeur, le chorégraphe contemporain Angelin Preljocaj.
Parallèlement, elle fonde la Compagnie (1)Promptu en 2013 basée à Aix-en-Provence.
De 2019 à 2021, Émilie Lalande est artiste associée au Pavillon Noir CCN d’Aix-en-Provence. Depuis 2023, elle est artiste associée aux Théâtres en Dracénie à Draguignan.

## Distinctions
- 2013 : Prix du Jury du cncours les HiverÔclites pour Préquelles[5]

## Chorégraphies
- 2017 : Pierre et le Loup[6]
- 2018 : Ré-création
- 2019 : Quatuor à corps pour Mozart[7],
- 2019 : Idole(s) pour le Cannes jeune Ballet[8][source secondaire souhaitée]
- 2021 : WOOD[9]
- 2021 : Hors cadre pour le Ballet Preljocaj Junior[10][source secondaire souhaitée]
- 2022 : Le Carnaval des animaux…[11]
- 2023 : Petrouchka ou le Choix d’Holubichka[12]
- 2024 : Le Spectre de la rose pour le Bayerische Staatsballett[13][source secondaire souhaitée]

### Filmographie
- 2023 : Icon of French Cinema, chorégraphie pour la série Arte de Judith Godrèche[14]